# Izgár
Izgár (románul: Izgar) település Romániában, a Bánságban, Krassó-Szörény megyében.

## Fekvése
Lugostól délnyugatra, Boksánbányától északra, a Pogányos tótól északra, Krassóvermes, Nagyszilas és Temesdoboz közt fekvő település.

## Története
Izgár nevét 1389-ben említette először oklevél Izgara néven. 1602-ben Izgard, 1607-ben Izgar, 1785-ben Ischkar, 1808-ban Izgár, 1913-ban Izgár néven írták. 1462-ben Nagyzgar, Raykoyzgar néven volt említve, mint Doboz 38–39. tartozéka.  Vályi András Magyarország leírása című művében írta a településről:
Izgar. Oláh falu Krassó vármegyében, földes Ura a Királyi Kamara, lakosai ó hitűek, fekszik Vermes, és Jerszegnek szomszédságokban, határa négy nyomásbéli, egy része térséges, más része hegyes, többnyire kukoricát terem, erdeje van, szőleje nincs.
A trianoni békeszerződés előtt Krassó-Szörény vármegye Boksánbányai járásához tartozott. 1910-ben 1257 lakosából 398 magyar, 29 német, 818 román volt. Ebből 397 római katolikus, 822 görögkatolikus, 22 református volt.